# Genussa semipleta
Genussa semipleta là một loài bướm đêm trong họ Geometridae.